# Tayarisha Poe
Tayarisha Poe (* in Philadelphia, Pennsylvania) ist eine US-amerikanische Filmregisseurin und Drehbuchautorin.

## Leben
Tayarisha Poe wurde in West-Philadelphia geboren und wuchs hier auf. Sie machte 2012 ihren Bachelor-Abschluss am Swarthmore College und plante eine Karriere als Anwältin, wandte sich jedoch dem Filmemachen zu. Im Jahr 2015 wurde Poe vom Filmmaker Magazine zu einem der „25 New Faces of Independent Film“ gewählt und erhielt 2016 das Knight Foundation Fellowship des Sundance Institute. Im Jahr 2017 wurde sie für das Sundance Screenwriters Lab und das Sundance Directors Lab ausgewählt, wo Keith Gordon zu ihren Mentoren zählte.
Selah and the Spades, Poes Regiedebüt bei einem Spielfilm, feierte im Januar 2019 im Rahmen des Sundance Film Festivals seine Premiere und wurde im gleichen Jahr bei Prime Video veröffentlicht. Im März 2023 stellte sie beim South by Southwest Film Festival mit The Young Wife ihren zweite Regiearbeit vor.

## Filmografie
- 2012. Honey and Trombones (Kurzfilm, Regie und Drehbuch)
- 2019: Selah and the Spades (Regie und Drehbuch)
- 2019: Two Sentence Horror Stories (Fernsehserie, Regie, 2 Folgen)
- 2023: The Young Wife (Regie)

## Auszeichnungen
BlackStar Film Festival
- 2019: Auszeichnung als Bester Spielfilm (Selah and the Spades)[9]

South by Southwest Film Festival
- 2023: Nominierung für den Adam Yauch Hörnblowér Award (The Young Wife)